# Echoverleihung 2011

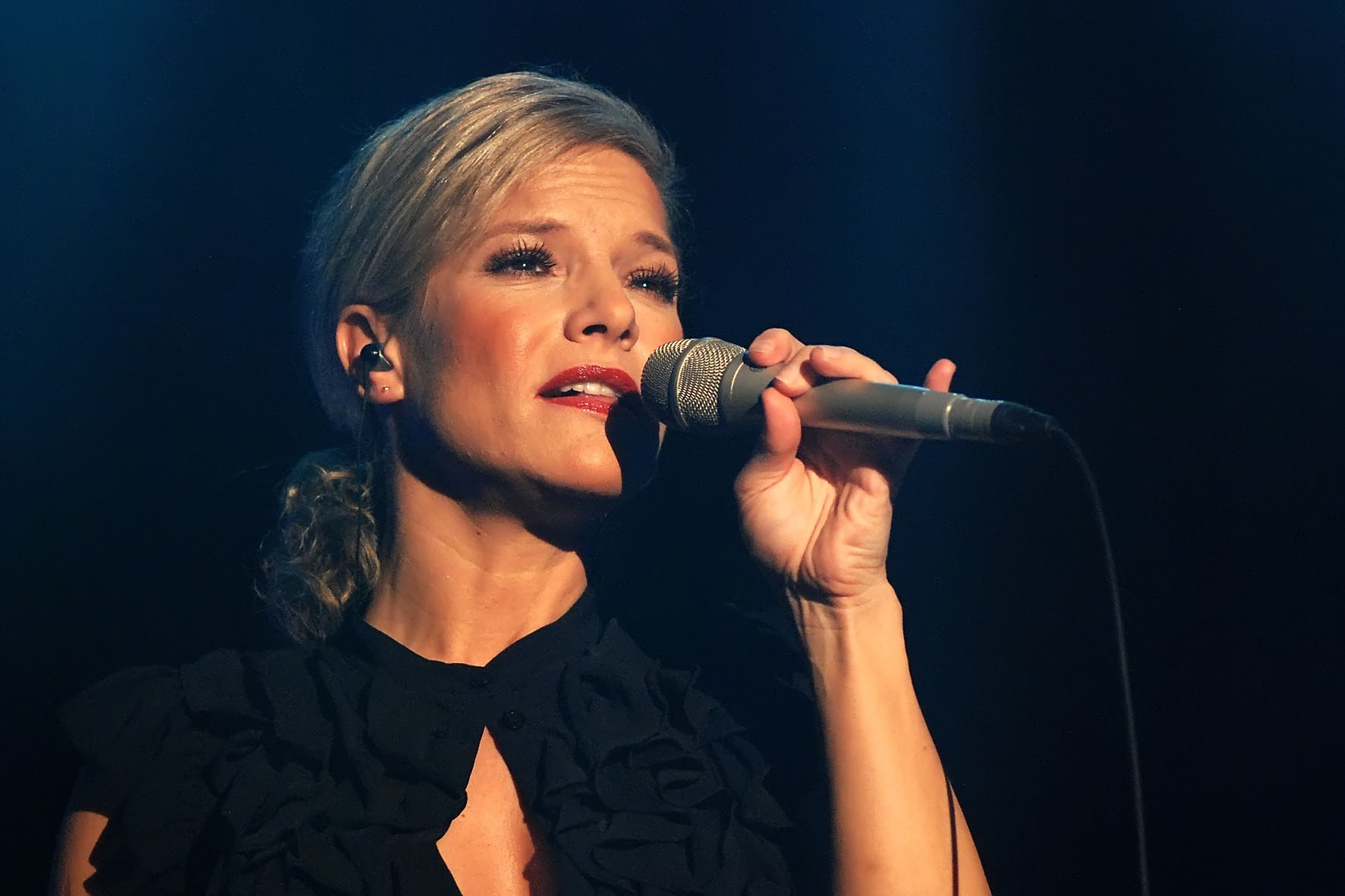
Die Moderatorin und Sängerin Ina Müller führte zum ersten Mal durch die Gala. Daneben war sie als beste nationale Künstlerin für den Echo nominiert.

Die 20. Echoverleihung der Deutschen Phono-Akademie fand am 24. März 2011 im Berliner Palais am Funkturm statt. Die Gala wurde von Ina Müller und Gastmoderator Joko Winterscheidt moderiert und im Fernsehsender Das Erste ausgestrahlt. Beim Echo 2011 gab es 25 Kategorien. Neu war die Kategorie „Radio-Echo“, für die zwischen dem 14. Februar und dem 4. März 2011 eine Online-Abstimmung stattfand. Wieder aufgenommen wurde die Kategorie „Bester Nationaler Act im Ausland“, die es das letzte Mal im Jahre 2000 gegeben hatte. Die Branchenpreise für den Medienpartner, den Handelspartner, das Produzententeam, das soziale Engagement und die Musik-DVD-Produktion wurden bereits während eines Wohltätigkeits-Dinners der Stiftung Musik Hilft am 23. März 2011 überreicht.

## Liveacts
Als Showacts traten auf:
- Adele:[6] Rolling in the Deep

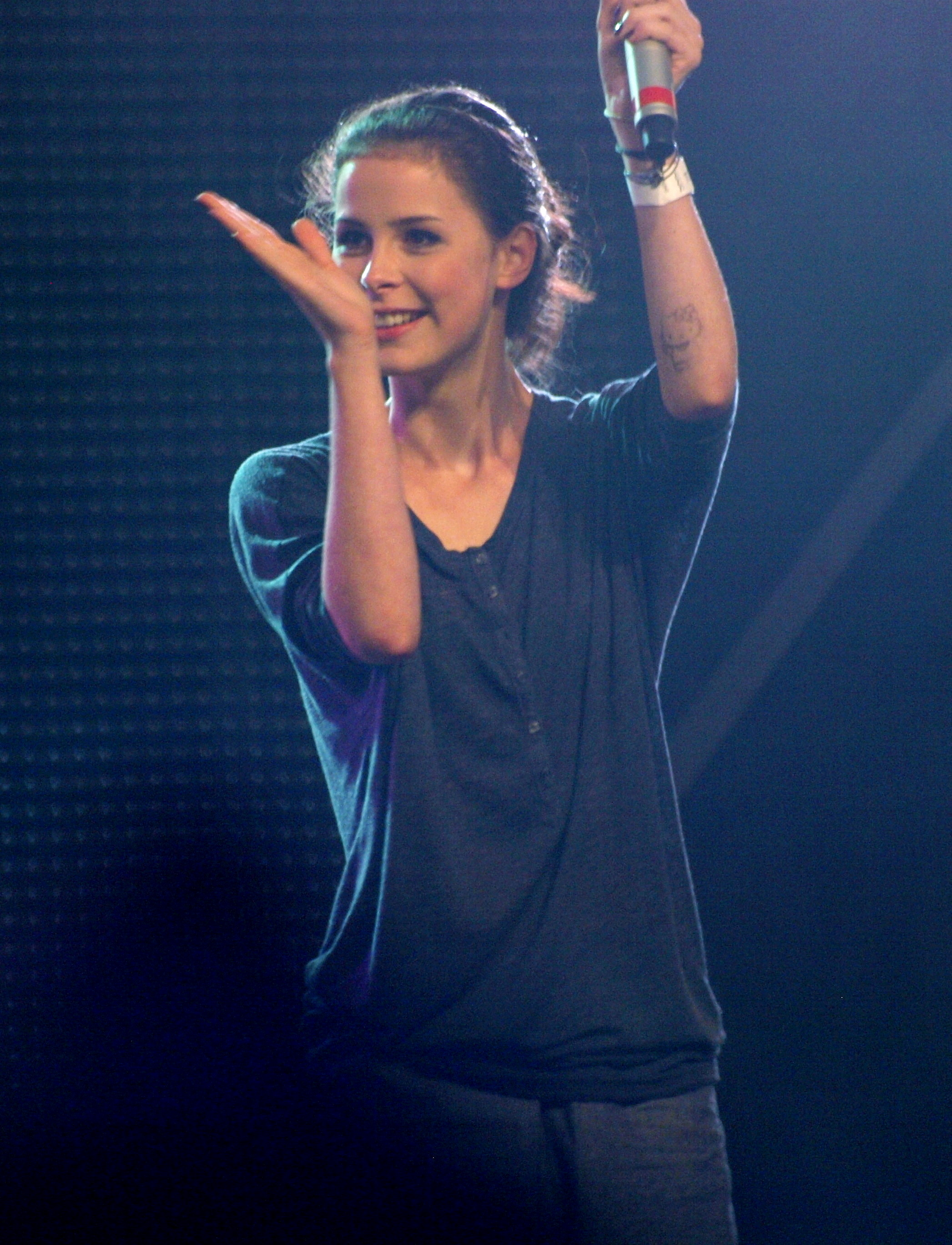
Lena präsentierte Taken by a Stranger, den deutschen Teilnehmerbeitrag für den Eurovision Song Contest 2011. Daneben war sie in fünf Kategorien für den Echo nominiert, von denen sie die Auszeichnungen Erfolgreichster Newcomer National und Erfolgreichste Künstlerin National erhielt.

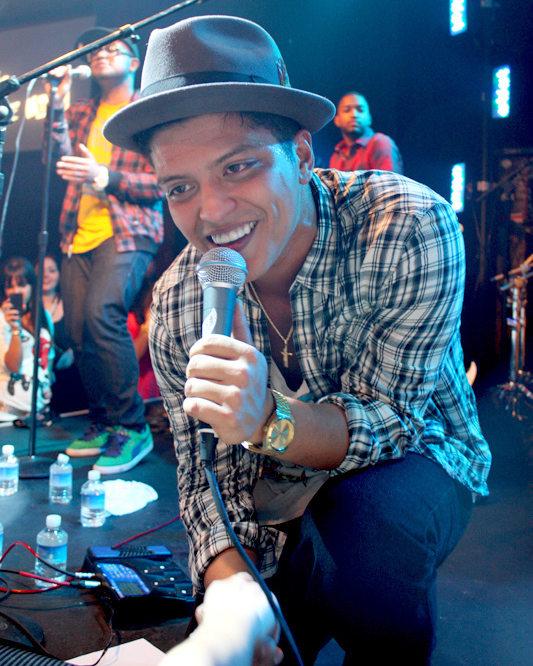
Der hawaiische Sänger Bruno Mars stellte seine Single Grenade vor. Daneben war er als erfolgreichster internationaler Newcomer für den Echo nominiert

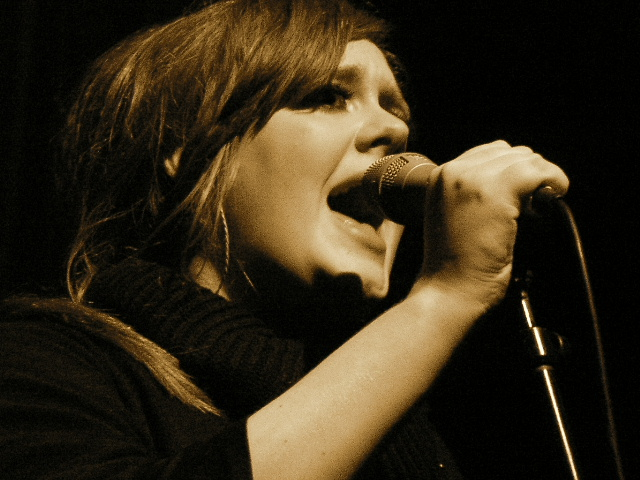
Die britische Sängerin Adele sang ihren Nummer-1-Hit Rolling in the Deep. Daneben war sie als erfolgreichste internationale Künstlerin für den Echo nominiert

- Die Atzen, H. P. Baxxter, Cassandra Steen, Ina Müller, Peter Maffay, Anna Loos, Stefanie Kloß, Stefanie Heinzmann, Max Mutzke: Medley mit Hits aus 20 Jahren Echo
- Joy Denalane feat. Max Herre, Klaus Doldinger und Marteria: Niemand (Was wir nicht tun)
- Herbert Grönemeyer:[6] Schiffsverkehr
- Hurts: Stay
- Bruno Mars:[1] Grenade
- Lena:[1] Taken by a Stranger
- Take That: Kidz
- Unheilig: Große Freiheit
- René Marik: Kasper Pop
- Selig: Blaue Augen
- Annette Humpe, Adel Tawil, Selig, Max Raabe: Berlin
- Ina Müller: Die kleine Kneipe (als Hommage an Peter Alexander)

## Preisträger und Nominierte

### Rock/Pop

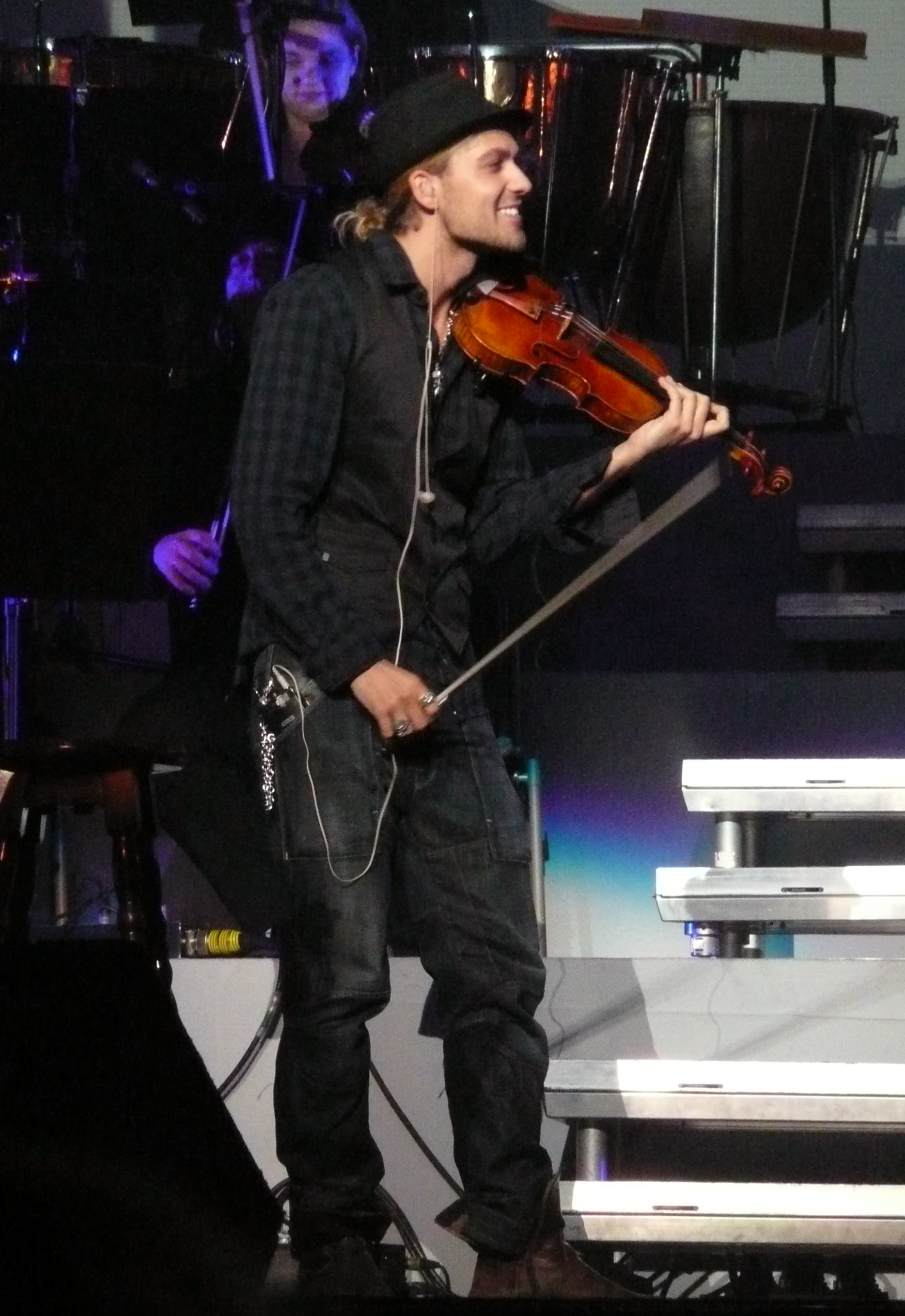
David Garrett gewann in den Kategorien Künstler National Rock/Pop und Erfolgreichste Musik-DVD-Produktion.

#### Künstler National Rock/Pop
David Garrett – Rock Symphonies
- Peter Maffay – Tattoos
- Reinhard Mey – Mairegen
- Philipp Poisel – Bis nach Toulouse
- Schiller – Atemlos

Laudatio: Anna Loos

#### Künstler International Rock/Pop
Phil Collins – Going Back
- David Guetta – One Love
- Michael Jackson – Michael (posthum)
- Israel „IZ“ Kamakawiwoʻole – Facing Future (posthum)
- Robbie Williams – In and Out of Consciousness

#### Künstlerin National Rock/Pop
Lena – My Cassette Player
- Sarah Connor – Real Love
- Ina Müller – Das wär dein Lied gewesen
- Nena – Nena – Best of Nena
- Velile – Tales from Africa

Laudatio: Gary Barlow

#### Künstlerin International Rock/Pop

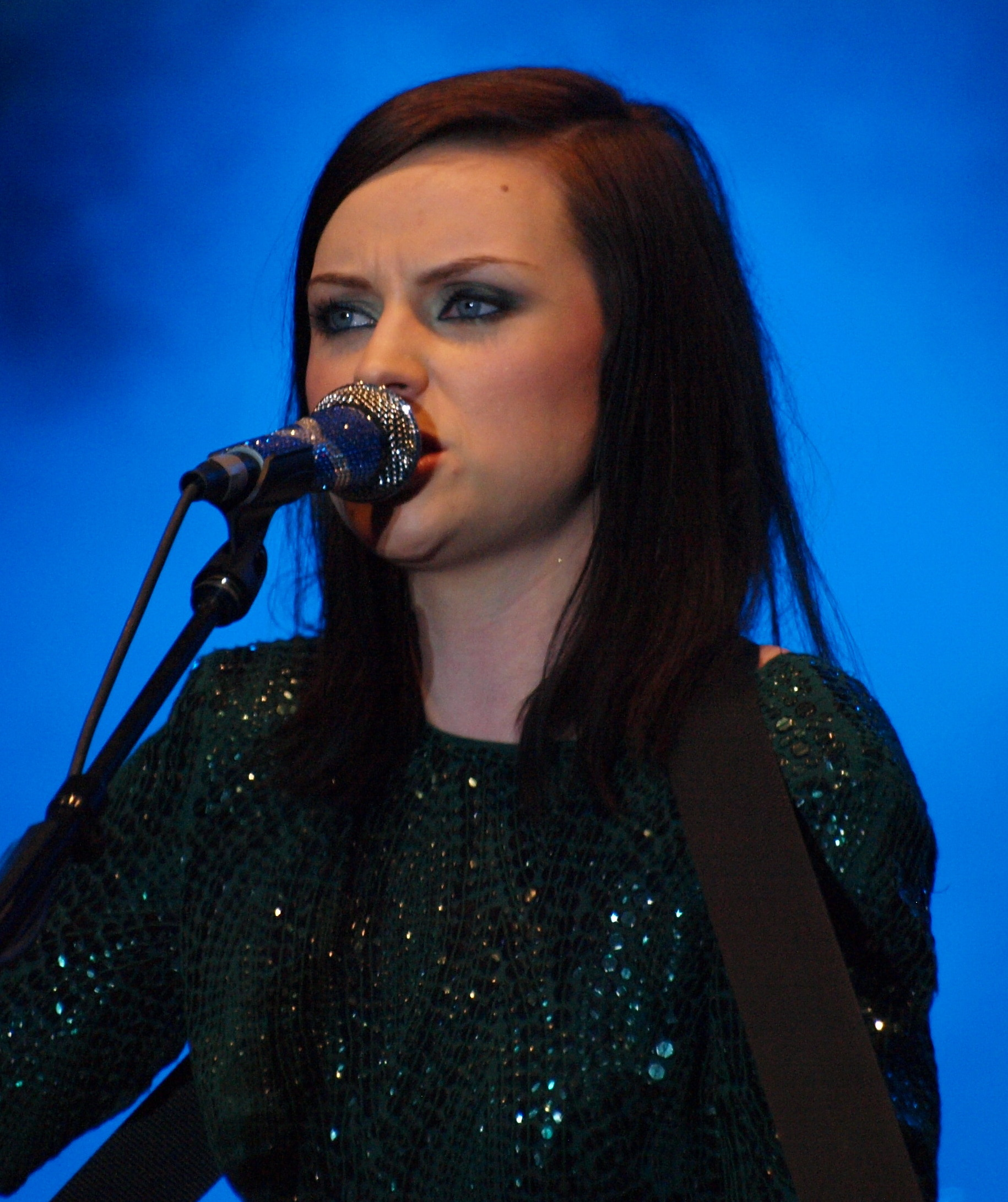
Nach dem Newcomer-Echo im Jahre 2009 gewann die schottische Sängerin Amy Macdonald für ihr Erfolgsalbum A Curious Thing den ECHO in der Kategorie Künstlerin International Rock/Pop

Amy Macdonald – A Curious Thing
- Adele – 21
- Katy Perry – Teenage Dream
- P!nk – Greatest Hits … So Far!!!
- Rihanna – Loud

Laudatio: Morten Harket

#### Gruppe National Rock/Pop
Ich + Ich – Gute Reise
- Adoro – Glück

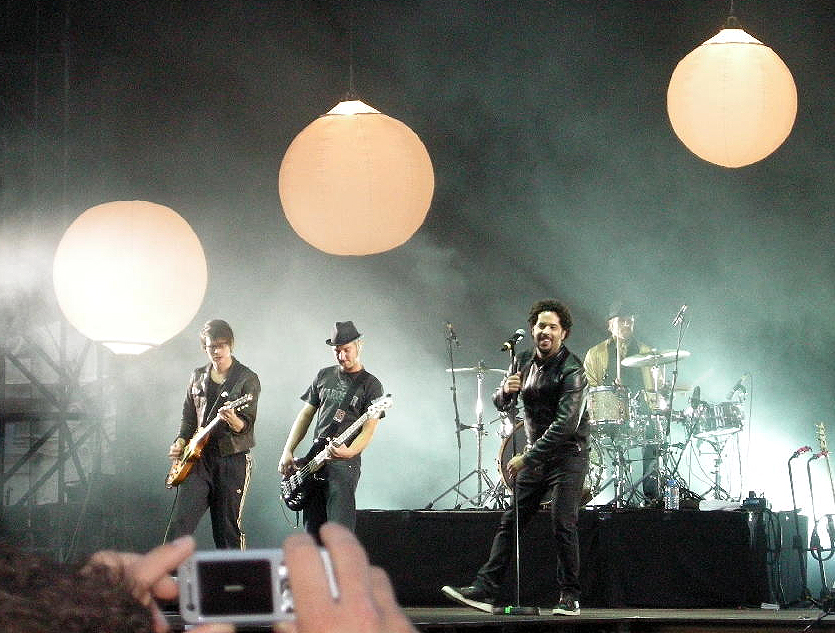
Ich + Ich gewannen in den Kategorien Gruppe National Rock/Pop und Erfolgreichster Live-Act. Annette Humpe wurde mit dem ECHO für ihr Lebenswerk ausgezeichnet.

- Die Atzen (Frauenarzt und Manny Marc) – Frauenarzt und Manny Marc präsentieren Atzen Musik Vol. 2
- Die Fantastischen Vier – Für dich immer noch Fanta Sie
- Silly – Alles Rot

Laudatio: Sibel Kekilli

#### Gruppe International Rock/Pop
Take That – Progress
- The Black Eyed Peas – The Beginning
- Bon Jovi – Greatest Hits – The Ultimate Collection
- Hurts – Happiness
- Kings of Leon – Come Around Sundown

Laudatio: Judith Rakers

### Rock/Alternative

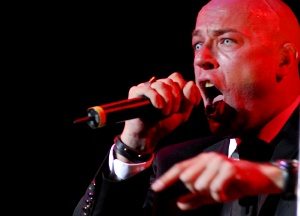
Mit 8 Nominierungen galt die Gruppe Unheilig als Favorit bei der diesjährigen Echoverleihung. Schließlich waren sie in den drei Kategorien Gruppe Rock/Alternative (national), Album des Jahres und Produzententeam des Jahres erfolgreich. Daneben traten sie mit dem Titellied ihres Erfolgsalbums Große Freiheit als Liveact auf.

#### Gruppe Rock/Alternative (national)
Unheilig – Große Freiheit
- Beatsteaks – Boombox
- Blind Guardian – At the Edge of Time
- Frei.Wild – Gegengift
- Scorpions – Sting in the Tail

Laudatio: Wladimir Klitschko

#### Gruppe Rock/Alternative (international)
Linkin Park – A Thousand Suns
- 30 Seconds to Mars – This Is War
- Iron Maiden – The Final Frontier

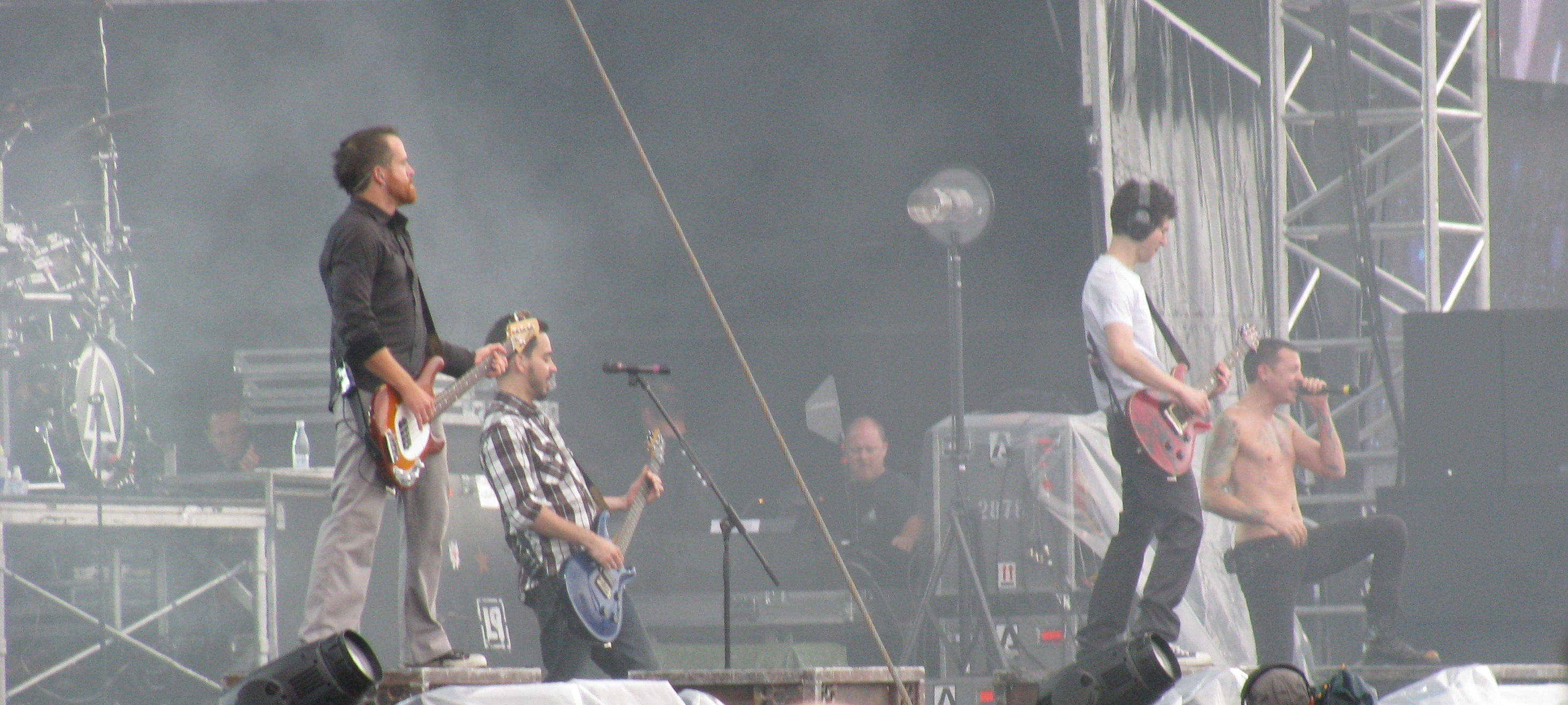
Linkin Park gewannen in der Kategorie Gruppe Rock/Alternative (international)

- Mando Diao – MTV Unplugged – Above and Beyond
- Volbeat – Beyond Hell / Above Heaven

### Schlager/Volkstümliche Musik

#### Künstler/Künstlerin/Gruppe deutschsprachiger Schlager
Andrea Berg – Schwerelos

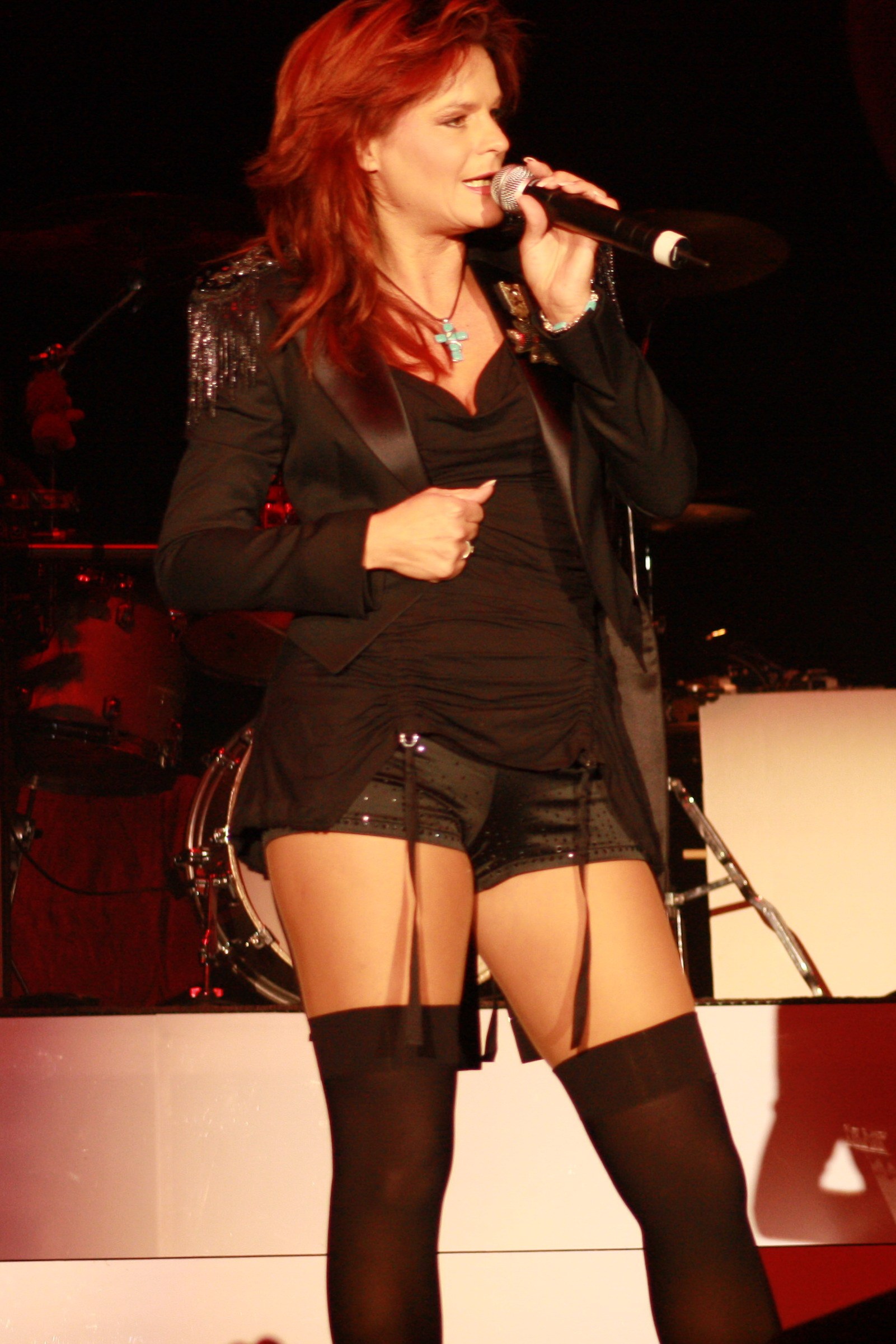
Andrea Berg gewann den sechsten ECHO ihrer Karriere

- Helene Fischer – Best of Helene Fischer
- Die Flippers – Es war eine wunderschöne Zeit
- Matthias Reim – Sieben Leben
- Semino Rossi – Die Liebe bleibt – Live

Laudatio: Inka Bause

#### Künstler/Künstlerin/Gruppe Volkstümliche Musik
Die Amigos – Weißt du, was du für mich bist?
- Hansi Hinterseer – Ich hab dich einfach lieb
- Kastelruther Spatzen – Immer noch wie am ersten Tag
- Die Klostertaler – Das große Finale
- Nockalm Quintett

Laudatio: Ina Müller

### Hip Hop/Urban

#### Künstler/Künstlerin/Gruppe Hip Hop/Urban (national oder international)
Eminem – Recovery
- Bushido – Zeiten ändern dich
- Culcha Candela – Das Beste
- Gentleman – Diversity

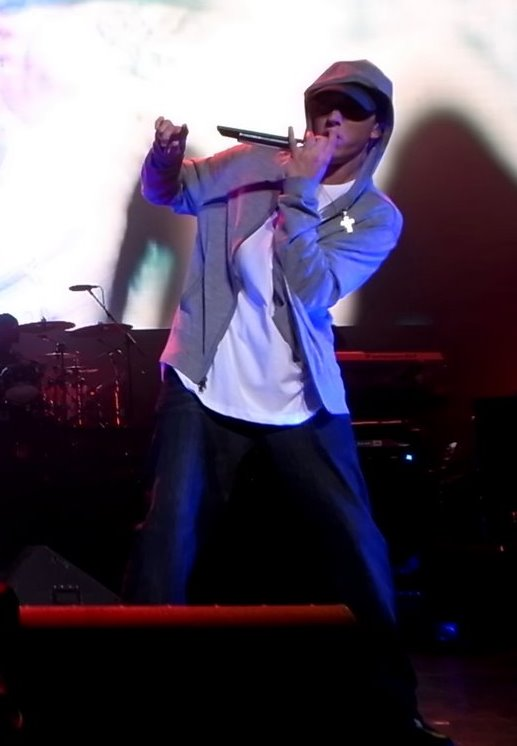
Der US-amerikanische Rapper Eminem gewann den ECHO in der Kategorie Hip Hop/Urban

- Sido – MTV Unplugged Live aus’m MV

### Hit des Jahres und Album des Jahres

#### Hit des Jahres (national oder international)
Israel „IZ“ Kamakawiwoʻole – Somewhere over the Rainbow / What a Wonderful World (posthum)
Der Preis wurde von Israel Kamakawiwoʻoles Witwe Marlene Kamakawiwoʻole per Videobotschaft angenommen
- Lena – Satellite
- Shakira feat. Freshlyground – Waka Waka (This Time for Africa)
- Unheilig – Geboren um zu leben
- Yolanda Be Cool & DCUP – We No Speak Americano

Laudatio: Joko Winterscheidt

#### Album des Jahres (national oder international)
Unheilig – Große Freiheit
- Andrea Berg – Schwerelos
- Helene Fischer – Best of Helene Fischer
- Lena – My Cassette Player
- Amy Macdonald – A Curious Thing

Laudatio: Peter Maffay

### Nachwuchspreis der Deutschen Phonoakademie

#### Newcomer des Jahres (national)
Lena – My Cassette Player
- Paul Kalkbrenner – Berlin Calling
- Luxuslärm – So laut ich kann
- Freddy Sahin-Scholl – Carpe Diem
- Velile – Tales from Africa

Laudatio: Kai Pflaume

#### Newcomer des Jahres (international)
Hurts – Happiness
- Katherine Jenkins – Believe
- Kesha – Animal
- Bruno Mars – Doo-Wops & Hooligans
- Zaz – Zaz

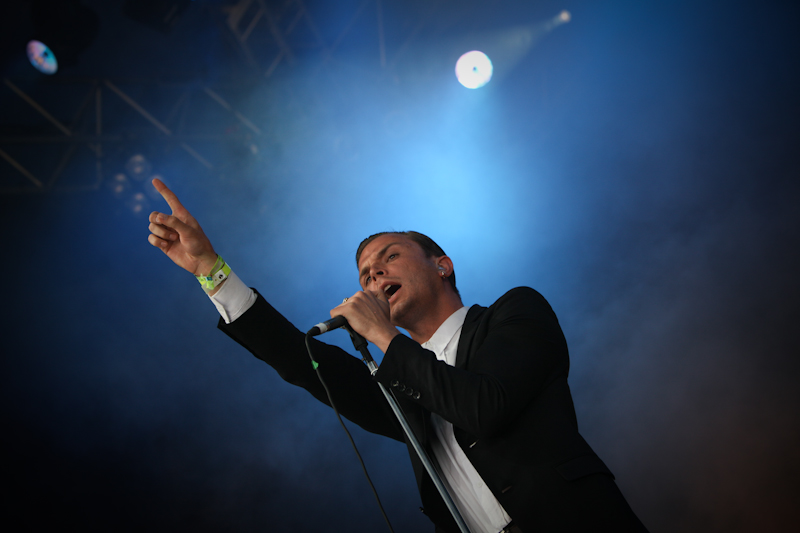
Das englische Duo Hurts wurde als beste internationale Newcomer ausgezeichnet

Laudatio: Til Schweiger und Michael Michalsky

### Erfolgreichster Live-Act (national)
Ich + Ich
- Helene Fischer
- Peter Maffay
- Pur
- Unheilig

Laudatio: René Marik

### Bestes Video (national)

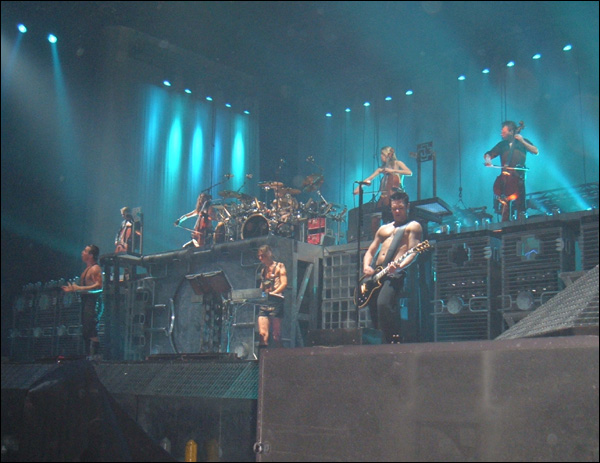
Die Zuschauer wählten Ich tu dir weh von Rammstein zum besten Video des Jahres

Von 25 Videos wurden in einer Online-Abstimmung des Videoportals MyVideo vom 14. bis 25. Februar 2011 aus einer Vorauswahl fünf Videos für die Endrunde ermittelt. Von den folgenden fünf nominierten Videos wurde während einer zweiten Online-Abstimmung vom 26. Februar bis 14. März 2011 das Siegervideo gewählt, welches am 24. März 2011 verkündet wurde:
Rammstein – Ich tu dir weh (Regie: Jonas Åkerlund)
- Bakkushan – Baby, du siehst gut aus!
- Marteria feat. Yasha – Verstrahlt
- Monrose – Like a Lady
- Unheilig – Geboren um zu leben

Die folgenden 20 Videos sind in der Vorrunde ausgeschieden:
- Wir sind Helden – Alles
- Blumentopf – Wir
- Pohlmann – Für Dich
- Lena – Touch a New Day
- Das Gezeichnete Ich – Halleluja
- Blumentopf – SoLaLa
- Laserkraft 3D – Nein Mann
- Gentleman – It No Pretty
- Boundzound – Bang
- The Baseballs – Umbrella
- Frida Gold – Zeig mir wie du tanzt
- Culcha Candela – Move It
- Deine Lakaien – Gone
- Revolverheld – Spinner
- Beatsteaks – Milk & Honey
- Die Fantastischen Vier – Danke
- Dendemann – Stumpf is Trumpf
- Jennifer Rostock – Irgendwo anders
- Frauenarzt & Manny Marc – Disco Pogo
- Fettes Brot – Jein 2010

Laudatio: Gianna Nannini

### Erfolgreichste Musik-DVD-Produktion (national)
David Garrett – Rock Symphonies – Open Air Live
- Andrea Berg – Schwerelos
- Helene Fischer – Best of Helene Fischer
- Peter Maffay – Tattoos
- Unheilig – Große Freiheit

### Kritikerpreis
Pantha du Prince – Black Noise

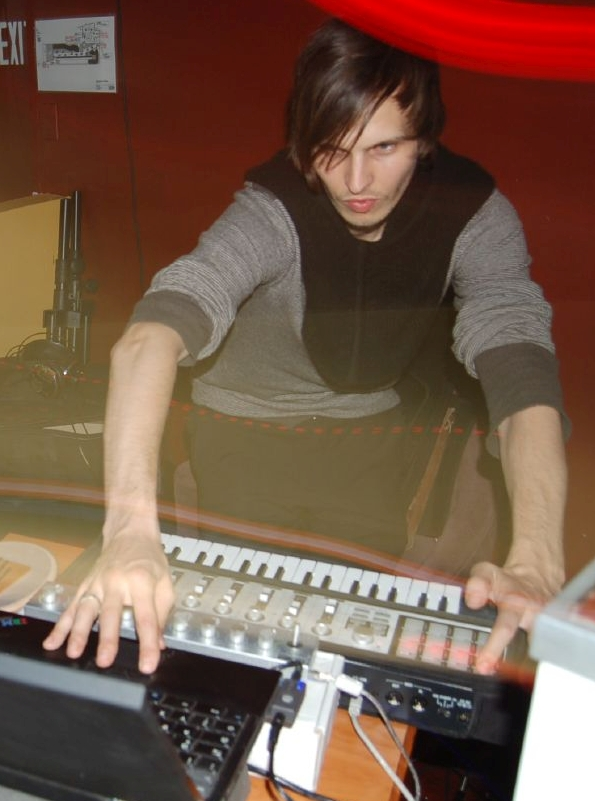
Pantha du Prince gewann den Kritiker-ECHO

- Fritz Kalkbrenner – Here Today Gone Tomorrow
- Christiane Rösinger – Songs of L. and Hate
- Kristof Schreuf – Bourgeois with Guitar
- Tocotronic – Schall und Wahn

Laudatio: Till Brönner

### Produzent/in/-en-Team des Jahres
Unheilig-Team (Henning Verlage, Der Graf, Kiko Masbaum) für Große Freiheit
- Olaf Opal für Juli, Madsen, Christina Stürmer, Fotos
- „Satellite“-Team (André Brix Buchmann, Ingo Politz, Bernd Wendlandt für Valicon sowie John Gordon und Stefan Raab) für Satellite
- Moses Schneider für Tocotronic, Dendemann
- Valicon für Lena, Silly

### Radio-ECHO

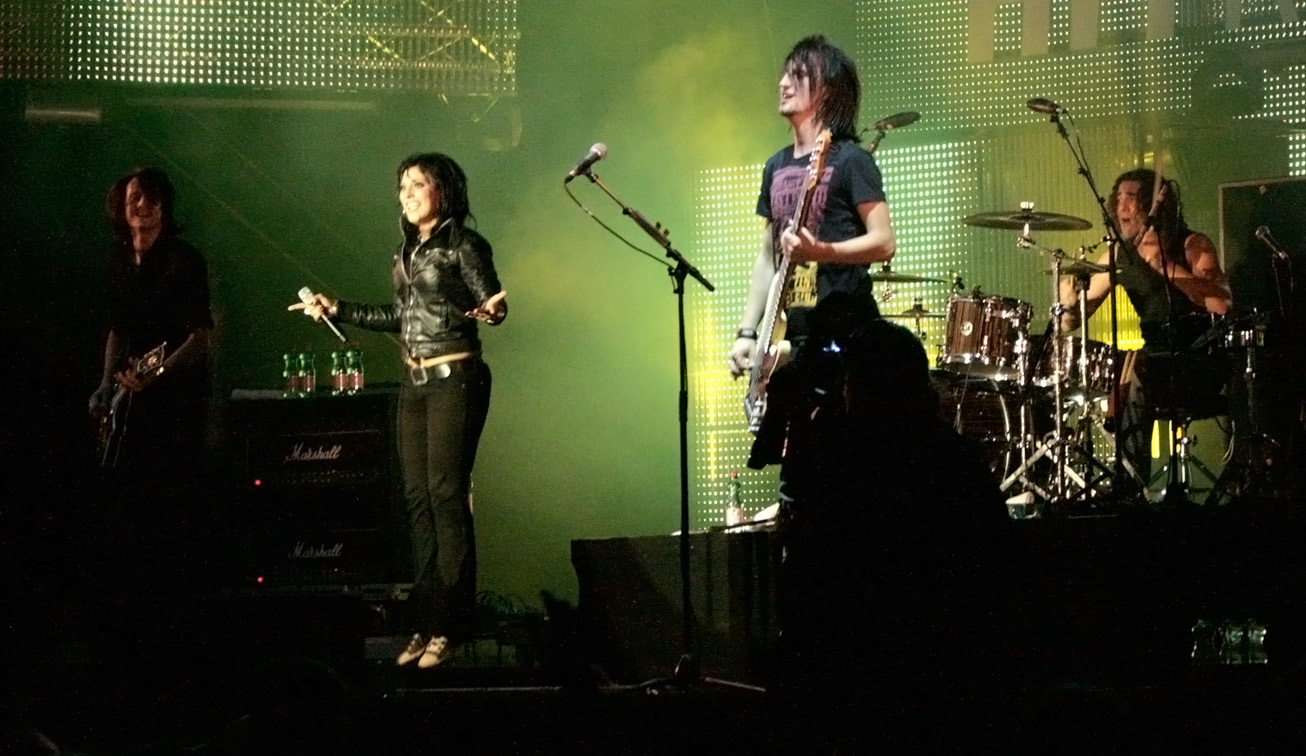
Silbermond wurden mit dem Radio-ECHO für das Lied Krieger des Lichts und für ihr soziales Engagement ausgezeichnet.

Ermittelt durch Online-Abstimmung
Silbermond – Krieger des Lichts
- Ich + Ich – Universum
- Lena – Satellite
- Revolverheld – Spinner
- Unheilig – Geboren um zu Leben

Laudatio: Herbert Grönemeyer

### Bester Nationaler Act im Ausland

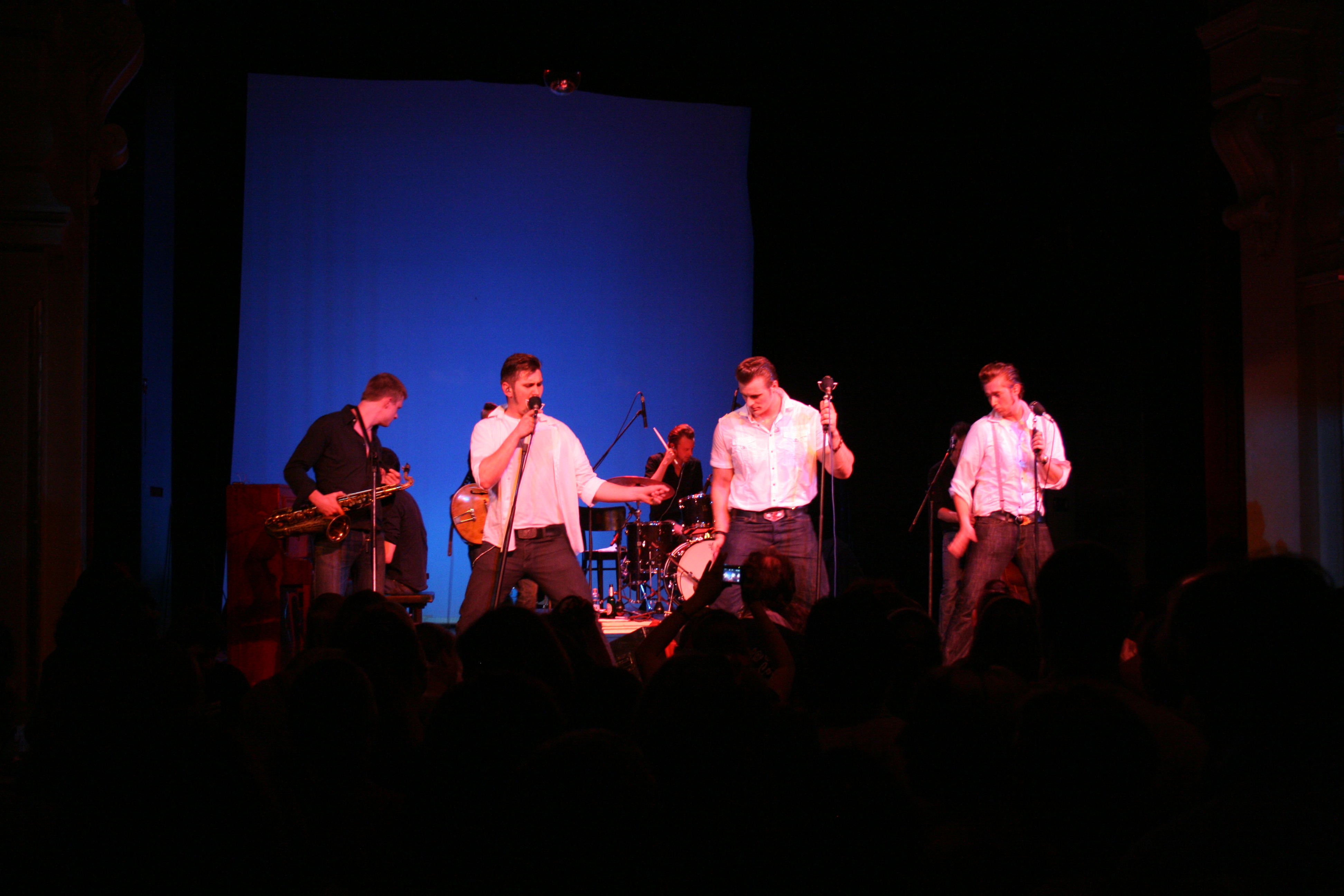
The Baseballs waren die erfolgreichste deutsche Band 2010 im Ausland

The Baseballs

### Preis fürs Lebenswerk
Annette Humpe
Laudatio: Max Raabe

### Medienpartner des Jahres
Unser Star für Oslo (Brainpool, Stefan Raab, die ARD und ProSieben)

### Handelspartner des Jahres
iTunes Store

### Ehren-ECHO für Soziales Engagement
Silbermond für die Unterstützung verschiedener sozialer Projekte

### Ehren-ECHO für die Verdienste um die deutsche Musikwirtschaft
Gerd Gebhardt (als Mitbegründer der ECHO-Verleihung)
Laudatio: Ina Müller

### ECHO Hall of Fame
Peter Alexander